# Lagerstättengesetz
Das Lagerstättengesetz, abgekürzt LagerStG, war eine Rechtsquelle des deutschen Bergrechts, die die Anzeige- und Auskunftspflicht über geophysikalische Untersuchungen des Untergrundes regelte. Es wurde durch das Geologiedatengesetz abgelöst.

## Geschichte
Mit dem Lagerstättengesetz vom 4. Dezember 1934 (RGBl. I S. 1223) und der ergänzenden „Verordnung zur Ausführung des Gesetzes über die Durchforschung des Reichsgebietes nach nutzbaren Lagerstätten  (Lagerstättengesetz)“ vom 14. Dezember 1934 (RGBl. I S. 1261) wurde eine reichseinheitliche Anzeigepflicht für Bohrungen eingeführt. Zuvor war beispielsweise nach § 3 des „Allgemeinen Berggesetzes für die Preußischen Staaten“ (PrABG) vom 24. Juni 1865 (PrGS S. 705) eine besondere staatliche Erlaubnis zum Schürfen (Schürfschein) […] nicht mehr erforderlich, erst nach der Mutung bedurfte es eines ausführlichen Verleihungsgesuches beim Oberbergamt (§ 12 ff. PrABG).
Die Fortgeltung des eigentlich vorkonstitutionellen Lagerstättengesetzes und seiner Ausführungsverordnung ergibt sich aus Art. 123 Abs. 1 GG. War ursprünglich die ausgiebige Erkundung und Erschließung von Lagerstätten zum Zweck der Sicherung der deutschen Mineralversorgung (§ 1 LagerStG) ein Grundgedanke des Gesetzes, haben seine Regelungen zwischenzeitlich vor allem im Zusammenhang mit geothermischen bzw. wärmetechnischen Bohrungen an neuer Bedeutung gewonnen.
Das Lagerstättengesetz und die Verordnung zur Ausführung des Gesetzes über die Durchforschung des Reichsgebietes nach nutzbaren Lagerstätten (Lagerstättengesetz) traten am 29. Juni 2020 nach der Verkündung des Geologiedatengesetzes (GeolDG) außer Kraft.

## Inhalt
Nach dem Lagerstättengesetz besteht für das Abteufen von Bohrungen gegenüber den Staatlichen Geologischen Diensten (SGD) der Länder eine Anzeigepflicht. Dieser Verpflichtung ist spätestens zwei Wochen vor Beginn der Arbeiten nachzukommen; sie gilt unabhängig davon, ob die Bohrung oder sonstige geophysikalische Untersuchung für eigene oder fremde Rechnung ausgeführt wird (§§ 3, 4 LagerStG). Den einzelnen Landesbehörden wird somit grundsätzlich ermöglicht, bei Bohrungen zugegen zu sein. Den Mitarbeitern oder Bevollmächtigten des Geologischen Dienstes ist der Zugang zur Bohrstelle jederzeit offen zu halten (§ 2 Abs. 1, § 5 Abs. 1 LagerStG). Nach Abschluss der Arbeiten müssen unaufgefordert die Ergebnisse der geophysikalischen Untersuchungen vorgelegt werden, auf Verlangen sind ebenfalls Bohr- oder Gesteinsproben dem jeweiligen Geologischen Dienst zur Verfügung zu stellen (§ 3 Abs. 1, § 5 Abs. 2 LagerStG). Dient die Bohrung der Exploration von Erdöl ist zudem vorab eine Karte einzureichen, die den räumlichen Umfang des Gebietes, die Lage der darin vorhandenen Bohrungen auf Öl mit Angabe ihrer Teufe und die bereits geophysikalisch untersuchten Flächen nachweist, die ggf. durch Sonderkarten für Einzeldarstellungen zu ergänzen ist (§ 6 LagerStG).
Das Nichtbefolgen der  Bestimmungen des Lagerstättengesetzes ist ordnungswidrig und kann mit einer Geldbuße von bis zu 5000 € geahndet werden (§ 10 Abs. 2 LagerStG). Für Tiefbohrungen, die weiter als 100 m in die Erde vordringen, gilt eine zusätzliche Anzeigepflicht bei der zuständigen Bergbehörde gemäß § 127 Abs. 1 BBergG.
Neben den gesetzesimmanenten ordnungs- und aufsichtsrechtlichen Zwecken wird die Bedeutung des Lagerstättengesetzes zunehmend im Sammeln, Auswerten und Aufbereiten von geologischen Daten bei den Staatlichen Geologischen Diensten gesehen. Die so aufgebaute Geodaten-Ressource soll langfristig besonders für EWS-Planungen und für die Erschließung der oberflächennahen Geothermie überhaupt von Nutzen sein und somit auch der Fachplanung sowie den Bohrunternehmen zugutekommen.
Die Webpräsenzen der meisten Staatlichen Geologischen Dienste bieten mittlerweile die Möglichkeit an, die Anzeige und Ergebnismitteilung von Bohrungen und sonstigen geophysikalischen Untersuchen auch anhand von Onlineformularen vorzunehmen.

## Österreich
Das österreichische „Bundesgesetz vom 22. Oktober 1947, BGBl. Nr. 246, über die Durchforschung des Bundesgebietes nach nutzbaren Mineralien (Lagerstättengesetz)“ hat einen dem deutschen Lagerstättengesetz sehr ähnlichen Regelungsgehalt. Der Anzeige- und Auskunftspflicht ist jedoch gegenüber der zentralen Geologischen Bundesanstalt in Wien und der zuständigen Montanbehörde nachzukommen.